# 테이크 원 (텔레비전 프로그램)
테이크 원은 조수미, 박정현, 마마무, 비 (가수), AKMU, 유희열, 임재범이 출연하는 넷플릭스 제작의 대한민국의 음악 다큐멘터리 리얼리티 방송이다.

## 기획 의도
내로라하는 뮤지션들이 각자 선택한 단 한 곡의 노래를 최고의 라이브로 남기기 위해 모든 걸 쏟아붓는다. 기회는 단 한 번, 이 모든 것이 원 테이크에 담긴다.

## 에피소드
2022년 10월 14일
- 1화: 조수미
- 2화: AKMU
- 3화: 임재범
- 4화: 비 (가수)
- 5화: 박정현
- 6화: 유희열
- 7화: 마마무